# سنجاب بالاوان الطائر
سنجاب بالاوان الطائر (الاسم العلمي: Hylopetes nigripes) نوع من القوارض من فصيلة السنجابيات مستوطن في الفلبين. موائله الطبيعية المناطق الاستوائية والمناطق شبه الاستوائية.